# Arcieparchia di Chișinău

L'arcieparchia di Chișinău nell'ambito della Metropolia di Bessarabia

L'arcieparchia di Chișinău è un'arcidiocesi della Chiesa ortodossa rumena con sede a Chișinău, in Moldavia.

## Storia
L'Eparchia di Chișinău (poi arcieparchia) è stata fondata il 13 agosto 1813. Il primo titolare nominato dallo zar Alessandro I di Russia, è stato Gavril Bănulescu-Bodoni.
Nel 1919 l'arcieparchia è stata rimossa dalla chiesa ortodossa russa e posta sotto la giurisdizione della chiesa ortodossa rumena fino all'occupazione sovietica nel 1940, ripristinata dalla Chiesa ortodossa romena dopo l'indipendenza della Moldavia nel 1991, e dal 1992 è inclusa nella metropolia di Bessarabia.

## Vescovi
Dal 1918 fino ad oggi l'arcieparchia ha avuto quattro vescovi:
- Anastasie Gribanovski
- Nicodim Munteanu (ad interim)
- Gurie Grosu
- Efrem Enăchescu
- Petru Păduraru[2]